# 山本圭一 (政治家)
山本 圭一（やまもと けいいち、1972年11月7日 - ）は、日本の政治家。京都府乙訓郡大山崎町長（1期）、大山崎町議会議員（2期）、町議会議長などを歴任した。

## 来歴
京都府乙訓郡大山崎町生まれ。大山崎町立大山崎小学校、大山崎町立大山崎中学校、京都学園高等学校卒業。医療品販売会社、米穀店などに勤務し現在は都タクシーに勤務。
2006年（平成18年）、大山崎町議会議員に初当選。2010年（平成22年）、再選。2012年（平成24年）に最年少で議長就任。
2014年（平成26年）10月19日執行の大山崎町長選挙に自由民主党・公明党・民進党の推薦を得て立候補。元町議の堀内康吉（日本共産党推薦）、住民団体代表の竹内碩らを破り初当選を果たした。12月5日、町長就任。
2018年（平成30年）10月21日執行の町長選に自由民主党・立憲民主党・国民民主党・公明党の4党の推薦と西脇隆俊知事の推薦を受けて立候補するも、日本共産党の支持を受けた元町議の前川光に敗れ落選（前川：3,855票、山本：3,718票）。投票率は59.80％。
2022年（令和4年）10月16日執行の町長選に立候補したが前川に敗れ落選（前川：4,628票、山本：3,298票）。